# Ouided Kilani
Ouided Kilani (arabe : وداد الكيلاني), née le 15 juin 1982 à Sousse, est une handballeuse tunisienne.

## Biographie
Elle est issue d'une famille sportive, son père et son frère étant footballeurs. Après avoir fait évolué à l'Association sportive féminine du Sahel, avec une incursion d'une saison à l'Association sportive de Rejiche, elle intègre l'équipe nationale de Tunisie en 1999.
En janvier 2009, elle rejoint le club français de l'Arvor 29, évoluant en division 1, puis Achenheim Truchtersheim Handball qui évolue en Nationale 1. De 2010 à 2012, elle joue pour le club d'Abbeville EAL en division 2 puis rallie Val de Boutonne en Nationale 1, où elle connaît une mauvaise expérience.
En 2013, elle rejoint le Club Laïque Colombellois Handball, où elle tient également un rôle d'éducatrice. En 2016, elle est entraîneur au club du Handball Pays d'Apt.